# 灿然书屋

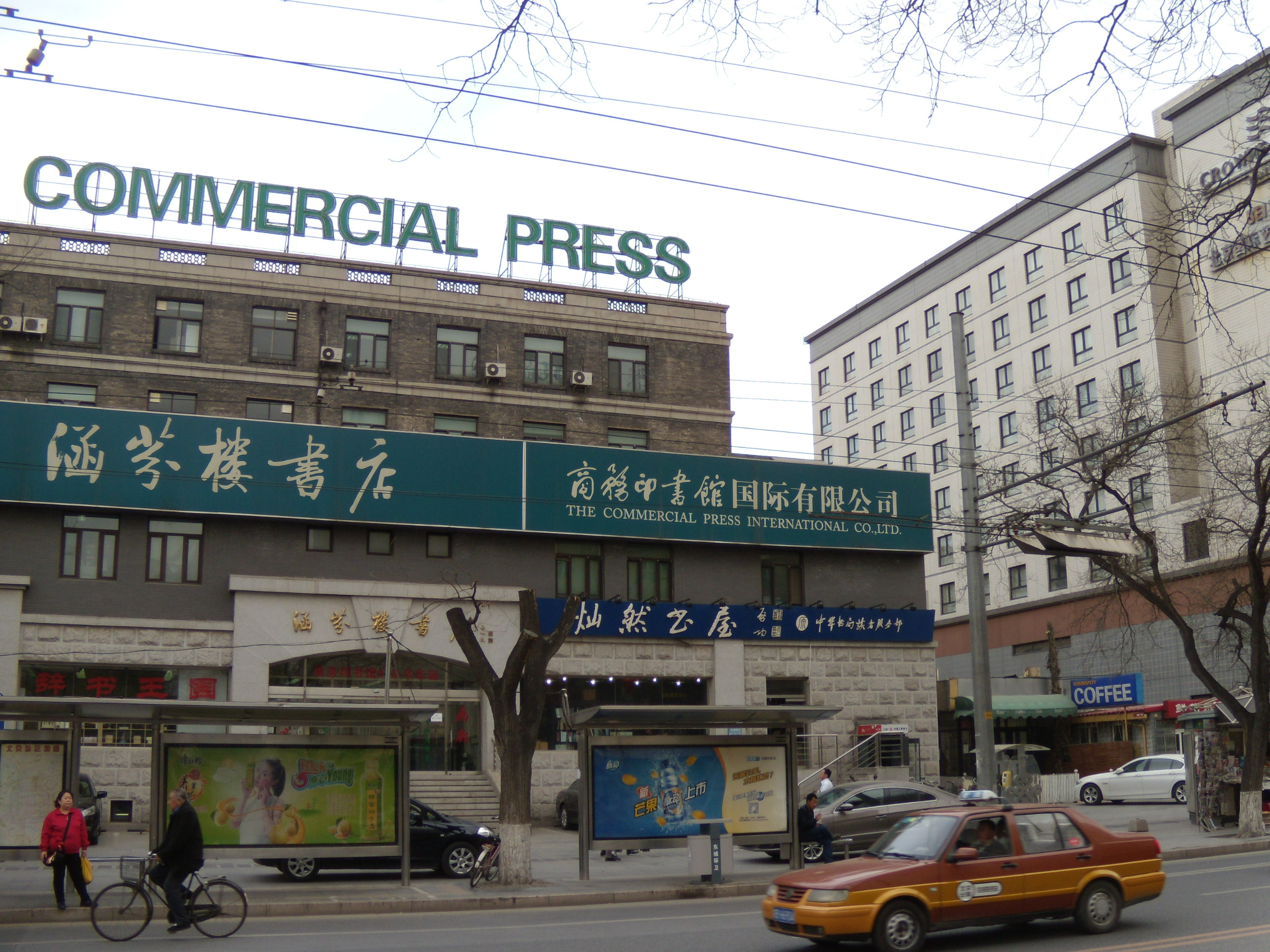
灿然书屋。其北侧为涵芬楼书店

灿然书屋位于中国北京市东城区王府井大街36号，隶属中华书局。

## 简介
灿然书屋的前身是中华书局读者服务部，于2000年拆除。2004年9月18日，灿然书屋在原中华书局读者服务部所在地的灰白色小楼开业。灿然书屋既是中华书局读者服务部，又是中国古籍出版社联合会设在北京的特约经销店。除销售中华书局的全部品种的图书外，还出售中国22家古籍出版社的4000多种图书。该书店是北京市知名的古籍类图书书店。